# Michelle Auriol
Pour les articles homonymes, voir Aucouturier et Auriol.
Michelle Auriol, née Michelle Aucouturier le 5 mars 1896 à Carmaux (Tarn) et morte le 21 janvier 1979 dans le 4e arrondissement de Paris, est une résistante, et l'épouse du socialiste Vincent Auriol, premier président de la IVe République du 16 janvier 1947 au 16 janvier 1954.

## Biographie

### Enfance et jeunes années
Michelle Aucouturier est née le 5 mars 1896, à Carmaux, de Félicie Denizot et Michel Aucouturier, militant syndicaliste, maître-ouvrier verrier et fondateur, avec des camarades, d'une verrerie coopérative à Albi ; il était issu d'une famille originaire du sud-ouest de l'Allier. Le fonctionnement de cette entreprise est original, dans le sens où chaque employé a vocation à devenir à tour de rôle le patron : le but est alors que chaque ouvrier touche aux fonctions dirigeantes de l'entreprise et puisse par conséquent arriver à une sorte d'égalisation des salaires.

### Mariage avec Vincent Auriol
En 1911, Michelle Aucouturier, alors âgée de quinze ans, rencontre l'avocat Vincent Auriol, militant à la SFIO et rédacteur en chef du Midi socialiste, lui-même âgé de vingt-sept ans. C'est un ami du père de Michelle, Jean Jaurès, qui se trouve à l'initiative de cette rencontre, autour d'un café pris à la verrerie. Le 1er juin 1912, tous deux se marient. Six ans plus tard, le 15 septembre 1918, naît à Toulouse leur fils Paul, lequel deviendra cadre à Électricité de France après son mariage avec Jacqueline Douet.

### La Résistance
En octobre 1942, elle s'engage dans la Résistance, comme son époux, et participe au décodage des messages chiffrés envoyés par l'état-major allié, à Lyon, devenant une figure essentielle de la Résistance locale.

### Épouse du président de la République
Le 16 janvier 1947, Vincent Auriol est élu président de la République française et devient alors le premier président de la IVe République. Rapidement, celui-ci et son épouse prennent leurs quartiers au palais de l'Élysée. Ce vieil hôtel particulier ayant été quasiment laissé à l'abandon durant la guerre qui vient de se terminer, la nouvelle « Première dame de France » prend en main le réaménagement du palais, quelque peu éprouvé par l'Occupation allemande. Sa belle-fille Jacqueline l'assiste dans cette entreprise. L'épouse du président de la République va notamment commander de nouveaux meubles au grand magasin À la Belle Jardinière, tout en approuvant l'institution de nouveaux uniformes pour le personnel de la présidence. Par ailleurs, des tableaux d'art contemporain sont exposés à l'Élysée, à l'initiative de Michelle Auriol.
En outre, les appartements privés du premier étage sont réaménagés pour la réception des hôtes de marque que sont les couples royaux et présidentiels en visite officielle en France, désormais conviés à prendre leurs quartiers, le temps de leur séjour, au palais présidentiel, qui demeure toutefois la résidence du chef de l'État. La reine Juliana Ire des Pays-Bas sera la première à jouir d'un tel accueil à l'Élysée. Très délicate envers ses hôtes, l'épouse du président Auriol tient à décorer les couloirs et les appartements du palais en fonction des chefs d'État en visite officielle : des Jongkind sont accrochés au mur pour la reine Juliana, un Canaletto est exposé en honneur président de la République italienne Luigi Einaudi, ou encore un Turner est présenté pour la reine Élisabeth II, ces tableaux sont empruntés par la présidence au musée du Louvre. Lors des dîners d'État français, elle veille également à conserver les menus, de sorte que si un chef d'État est de retour en France, il ne lui soit pas servi le même plat. Enfin, elle fait détruire la verrière que Sadi Carnot fit construire à l'entrée d'honneur et la marquise en métal que Louis-Napoléon Bonaparte avait installée à l'entrée des jardins.
Elle est également à l'origine des immenses portes en verres qui permettent d'accéder du vestibule d'honneur à la cour.
Tout au long du septennat de son mari, Michelle Auriol soutient activement des œuvres caritatives et des ventes de charité tout en gérant le service social créé par la présidence pour que soient donnés les premiers secours aux malheureux. Elle veille à ce que soit réinstaurée la tradition de l'arbre de Noël élyséen : chaque arrondissement parisien est représenté par une fille et un garçon, invités au palais présidentiel comme le sont les enfants du personnel. Hôtesse du palais de l'Élysée, Michelle Auriol se plaît à recevoir les invités du président de la République pour les grands événements annuels que sont la réception du corps diplomatique, les vœux aux parlementaires et la présentation des hauts fonctionnaires.
Depuis l'élection d'Auriol à la présidence de la République, celui-ci vit avec sa femme dans les appartements privés de l'Élysée, dans lesquels sont régulièrement conviés Paul Auriol et son épouse Jacqueline ainsi que les petits-enfants du couple présidentiel. Quelques photographies, des tableaux privés et des meubles leur appartenant constituent le mobilier de cet appartement.
Une fois le mandat de son époux terminé, et ce dernier ne souhaitant pas le renouveler, Michelle Auriol se souvient de « journées harassantes, débutant à 8 h 30 pour régler les menus, avant de plonger dans les innombrables obligations qui s'étageaient tout au long de la journée », sans compter les réceptions et les soirées. Lorsqu'elle quitte le palais, en 1954, elle déclare : « Ah ! Cher ami, comme nous sommes heureux de partir ! Nous en avons assez, notamment parce que journalistes et photographes ont été particulierement odieux envers les nôtres et nous-mêmes » ; en effet, Michelle Auriol avait été à tort attaquée par la presse pour avoir reçu en cachette de toute note de l'Élysée une immense tapisserie de la manufacture des Gobelins.
Elle participe à l'écriture du livre de son mari Journal du septennat, à partir des conversations enregistrées dans son bureau.

### Fin de vie
Vincent Auriol s'éteint le 1er janvier 1966 ; son épouse Michelle, quant à elle, meurt le 21 janvier 1979, à 82 ans. L'épouse de l’ancien président de la République est saluée de toute part lors de son décès. Les époux Auriol reposent tous deux au cimetière de Muret (Haute-Garonne).

## Apparence
« Mince, grande, avec un physique à la Gaby Morlay, Michelle Auriol est élégante et porte des robes de grands couturiers : Lanvin et Balmain sont ses préférés ».
Le contraste sera radical lorsque Germaine Coty lui succédera, avec ses rondeurs et son allure de grand-mère populaire (bien qu'elle fût fille d'un armateur). C'est la première fois dans l'histoire de la politique française que les Premières dames seront l'objet d'une certaine attention médiatique, mais d'une manière très différente l'une de l'autre.

## Distinction
- Médaille de la Résistance française (décret du 17 novembre 1945)[4]

## Hommages
Le lycée professionnel de Blaye-les-Mines, près de Carmaux (Tarn) porte le nom de son père, Michel Aucouturier.
Une rose lui est dédiée en 1948 sous le nom de 'Madame Vincent Auriol'.

## Iconographie
- 1951 ca - Portrait de Mme Vincent Auriol, huile sur toile par Maurice Brianchon.